# Mohammed al-Amoudi
Sheikh Mohammed Hussein Ali Al-Amoudi (amharique : ሞሐመድ አልዐሙዲ, arabe : محمد حسين العمودي), né en 1946 à Dessie en Éthiopie, est un homme d'affaires saoudo-éthiopien.
Né en Ethiopie et naturalisé saoudien, il réside à Djeddah. Il possède la 43e plus grande fortune mondiale en 2009 selon le magazine Forbes, la 61e en 2013 et la 80e en 2014. En 2013, ses avoirs sont estimés à 10,4 milliards d'euros.
Marié avec Sofia Saleh Al Amoudi, ils ont 8 enfants.
Al-Amoudi a bâti sa fortune dans la construction et l'immobilier, avant de se diversifier dans des projets de construction de raffineries (notamment en Suède et au Maroc). Il est gravement mis en cause dans la faillite de la Samir.
Il quitte le Maroc en laissant derrière lui 45 milliards de dirhams de dette.
Il a investi plus de deux milliards de dollars en Éthiopie depuis 1994, où il est le premier employeur privé. 
Il y exploite en particulier l'hôtel Sheraton de Addis Abeba, une aciérie vers Dessie et une mine qui a produit six tonnes d'or en 2009.  Il a également investi dans le secteur agricole, où il prévoit d'obtenir la concession de 300 000 ha. 
Il est victime des purges de 2017 en Arabie saoudite et est détenu près de 14 mois entre novembre 2017 et janvier 2019.